# Стрыгин, Василий Петрович
Василий Петрович Стрыгин (25 января 1920 года, с. Кузнецово ныне Курьинского района Алтайского края — 31 октября 1979 года, Томск) — участник Великой Отечественной войны, командир стрелкового батальона 155-го стрелкового полка 14-й стрелковой дивизии 14-й армии Карельского фронта, майор. Герой Советского Союза.

## Биография
Родился в крестьянской семье. Русский. Член ВКП(б)/КПСС с 1944 года. 
Проживая с родителями в городе Гурьевске Кузбасса в 1938 году поступил учиться в Томский железнодорожный эксплуатационно-электротехнический техникум Наркомата путей сообщения СССР. В декабре 1939 года  Гурьевским райгорвоенкоматом Новосибирской области был призван на действительную срочную службу в ряды РККА — студент В.П. Стрыгин добровольно, по призыву ЦК ВЛКСМ, пошёл в армию по комсомольской путёвке учиться на командирских курсах. Накануне Великой Отечественной войны окончил Пуховичское военно-пехотное училище, эвакуированное из белорусского города Пуховичи в город Великий Устюг Вологодской области. В годы Великой Отечественной войны воевал на мурманском направлении, пройдя в 14-й стрелковой дивизии путь от командира взвода до командира стрелкового батальона.
Командир стрелкового батальона 155-го стрелкового полка капитан Василий Стрыгин раскрыл свои командирские дарования в боях против фашистских горных егерей в октябре 1944 года. Вверенный ему батальон получил задачу: перерезать в тылу отступающих гитлеровских войск дорогу Титовка — Петсамо. В условиях бездорожья и распутицы, преодолев яростное сопротивление противника, в ночь на 10 октября 1944 года батальон капитана Стрыгина оседлал дорогу, отрезав путь отступления гитлеровцам, которые не смирились с этим. На позицию батальона прибывали на машинах подразделения отступающих горных егерей и с ходу вступали в бой, контратакуя позиции советских воинов. Бойцы капитана Стрыгина В. П. отбивали одну за другой атакующие цепи противника, уничтожали машины при их появлении. Буквально косил фашистов героический пулемётный расчёт сержантов Анатолия Бредова и Никиты Ашуркова. В тот день советским воинам пришлось отразить десять контратак. Несколько раз комбат Стрыгин лично водил свои роты в атаку. Умелое руководство боем и беззаветная отвага воинов решили успех батальона: враг был подавлен, боевая задача полностью выполнена.
Вскоре батальону была поставлена новая задача: обойти Петсамо с севера, форсировать залив, захватить плацдарм и удержать его до подхода основных сил полка. К вечеру 14 октября 1944 года батальон переправился через залив и первым ворвался на окраину Петсамо. Завязался ожесточённый бой, в котором наши пехотинцы удачно взаимодействовали с танками KB, что считалось новым в условиях Заполярья. Батальон Стрыгина истребил в боях на подступах к городу более шести сотен фашистов. 15 октября 1944 года Петсамо был освобождён. Отличился батальон капитана Стрыгина и в сражении за норвежский город Киркенес. На подручных средствах бойцы батальона форсировали озеро Валоярви и одними из первых вступил в город.
Указом Президиума Верховного Совета СССР от 2 ноября 1944 года за образцовое выполнение боевых заданий командования на фронте борьбы с немецко-фашистским захватчиками и проявленные при этом мужество и героизм капитану Стрыгину Василию Петровичу присвоено звание Героя Советского Союза с вручением ордена Ленина и медали «Золотая Звезда».
После расформирования 15 ноября 1944 года Карельского фронта был командиром 1 стрелкового батальона 326 гвардейского стрелкового Киркенесского полка 101 гвардейской стрелковой Печенгской Краснознамённой дивизии
После войны, в 1953 году окончил основной курс Военной академии имени М. В. Фрунзе. Длительное время продолжал служить на Крайнем Севере. С 1962 года — в запасе, жил в Томске. Работал старшим преподавателем военной кафедры Томского медицинского института, заместителем начальника штаба гражданской обороны объединения «Томсклеспром», научным сотрудником краеведческого музея.
Похоронен на томском кладбище Бактин.
Награждён орденами Ленина, Красного Знамени, Александра Невского, Отечественной войны 1-й степени, двумя орденами Красной Звезды, медалями.

## Память
В городе Гурьевске Кемеровской области в честь Стрыгина названа улица.